# Черни-Лом
Че́рни-Лом — река в северной Болгарии. Сливаясь с рекой Бели-Лом у села Иваново образует реку Русенски-Лом. Течёт по территории общин Тырговиште, Попово и Опака в Тырговиштской области и общин Две-Могили и Иваново в Русенской области. Длина реки 130 километров, это 19-я река по длине среди рек Болгарии.

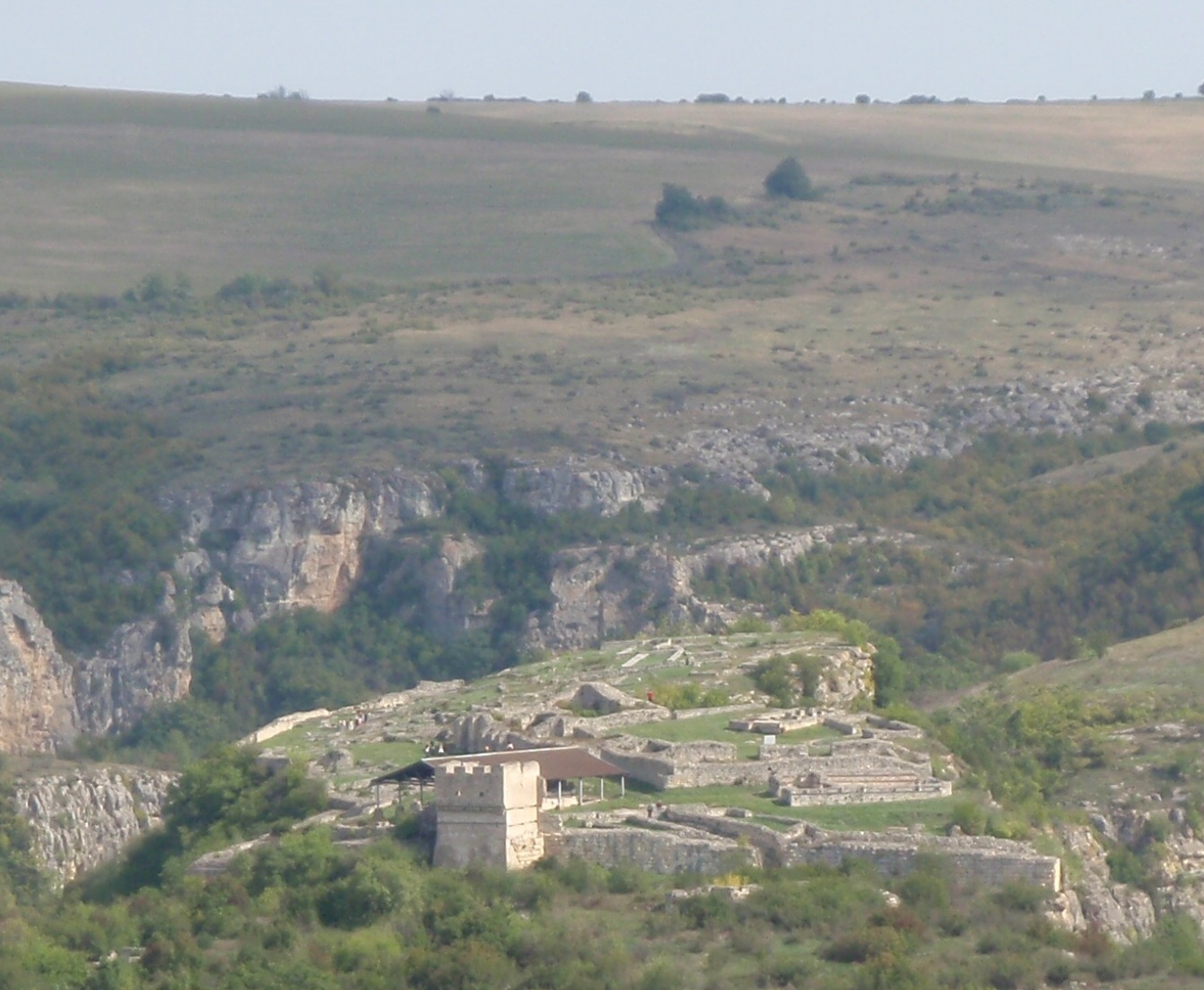
Руины средневековой крепости Червен

Берёт начало в окрестностях Тырговиште у села Александрово на высоте 480 метров над уровнем моря. До устья своего крупнейшего притока Баниски-Лом течёт по широкой долине, сначала на запад, затем на север до села Кардам, затем на северо-запад до устья реки Баниски-Лом. Далее течёт на север по глубокому ущелью. У села Иваново сливается с рекой Бели-Лом, образуя реку Русенски-Лом.

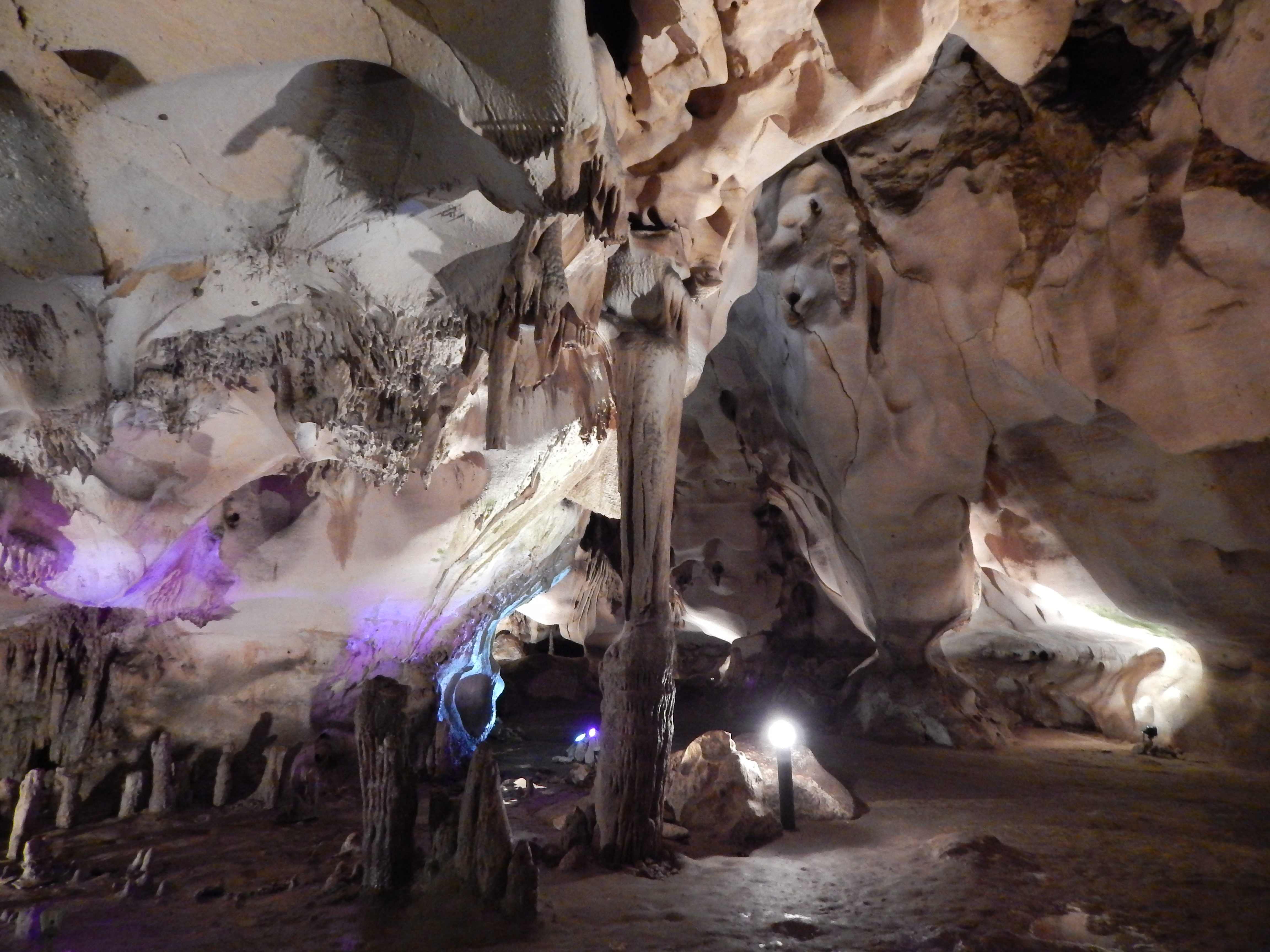
Пещера Орлова чука

В османский период река называлась Кара-Лом от тур. kara — чёрный.
В русско-турецкую войну 1877—78 гг. находящиеся на реке Кара-Лом села Опака, Аяслар (Светлен), Кадыкиой (Штрыклево), Острица (Русенская область), Карахасанкиой (Зараево), Кацелово, Аблава (Горско-Абланово), Кошов Попкиой (Попово) были ознаменованы многими мелкими столкновениями российских войск с турками.
Площадь водосбора 1276 квадратных километров, что составляет 44,4 % от водосборного бассейна реки Русенски-Лом. В водосборный бассейн кроме Тырговиштской и Русенской областей входит Великотырновская область. У села Кардам впадает левый приток Поповски-Лом. Питание реки смешанное, с преобладанием снегового и дождевого, с ярко выраженным весенним максимумом в марте-июне и летне-осенним минимумом в июле-октябре.
В верхнем и особенно в среднем течении большая часть воды реки используется для орошения.
В низовьях реки Черни-Лом, близ устья притока Баниски-Лом, в скалах в Средние века были вырезаны многочисленные пещеры, жилища монахов — скиты, скальные церкви и монастыри. На левом берегу реки между селами Пепелина и Табачка есть множество природных пещер, самая известная из которых — пещера Орлова чука.
Рядом с селом Червен, на правом берегу реки находятся руины средневековой крепости Червен.
Из-за отсутствия промышленных объектов вдоль водосборного бассейна Черни-Лом, речные воды чисты и населены несколькими видами рыб — карась, сазан, сом, рыбец, усач, лобан, речной окунь, обыкновенный подуст, обыкновенная солнечная рыба, лещ, обыкновенная плотва, краснопёрка, а также несколькими видами жаб, раков, водомерок, трубочников и улиток.